# Luis XIV y Molière (Gérôme)
Luis XIV y Molière es una pintura creada en 1862 por el pintor francés Jean-Léon Gérôme. Esta pintura al óleo sobre tabla de madera, de formato horizontal de 45,7 por 78,7 cm, representa al rey Luis XIV, rey de Francia, y a Molière desayunando en el dormitorio del rey en el Palacio de Versalles, frente a la corte. El cuadro fue presentado en el Salón de pintura de 1863, el mismo año que El prisionero. Fue adquirido en 1940 para la biblioteca de la ciudad de Malden (Massachusetts).

## Historia
El tema está inspirado en un extracto de las memorias de Madame Campant, publicadas en 1823, donde se afirma que Molière tenía derecho a sentarse a la mesa con la nobleza porque había adquirido el puesto de ayuda de cámara del rey. El soberano, para reprender a su corte por haberse ofendido, invitó a Molière a su mesa y dijo: "Me veis tan ocupado alimentando a Molière que mis ayudas de cámara no pueden encontrarle compañía lo suficientemente buena para ellos». Le precedía un cuadro del mismo nombre y tema de Ingres.
Esta es la primera vez que Gérôme pinta una escena histórica ambientada en el siglo XVII. Le siguieron el mismo año Jean Bart, Recepción del Gran Condé en Versalles en 1878 y Paseo de la corte en los jardines de Versalles, presentada en el Salón de 1896.
Como siempre, las obras de Gérôme no dejan indiferente: T. Pelloquet dice que el rey parece demasiado ordinario, "Sin nada de la dignidad que la historia le atribuye». Para Mantz "Esperamos que este cuadro sea su último error. No veo qué tiene de ridículo esta aventura. El señor Gérôme ha convertido la historia griega en vodevil; que deja a la nuestra su gravedad".
El cuadro, gracias a Goupil & Cie., adquirirá gran fama. El cuadro fue revendido por Goupil en 1866 por 31 775 francos y su réplica autógrafa por 20 000 al año siguiente. Se lo comparó positivamente con la obra de Jacques-Edmond Leman presentada en la misma exposición.

## Descripción
La acción tiene lugar en los aposentos del rey en Versalles. En el centro de la composición está Luis XIV sentado en un sillón de terciopelo rojo con reposabrazos dorados. Está sentado a la mesa, cubierta con un fino mantel de lino blanco bordado, frente a una comida que comparte únicamente con Molière, sentado frente a él en un taburete y con su tenedor en la mano.
La composición contrasta entre, a la derecha, Molière vestido sobriamente con cuatro sirvientes detrás de él y, a la izquierda, el rey ricamente vestido con, detrás de él, un grupo de caballeros cortesanos igualmente ataviados, incluido el arzobispo de París con su túnica eclesiástica de seda azul brillante, este último sin ocultar su descontento.
La firma del artista se encuentra en la parte superior izquierda de la puerta: J. L. GÉROME. y MDCCCVXII en dos líneas.

Hay un estudio y una réplica autógrafa en colecciones privadas.

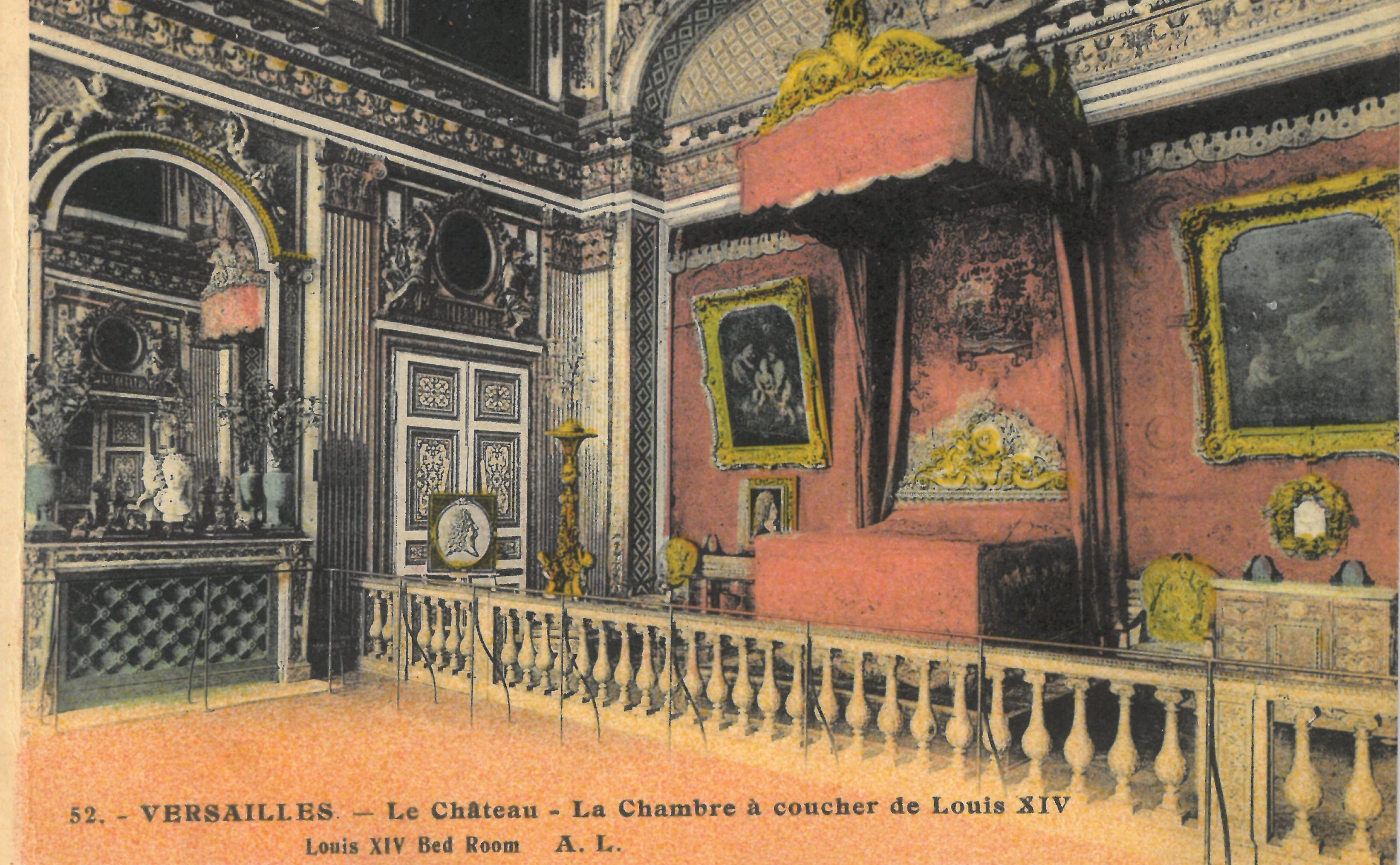
Postal del dormitorio del rey.
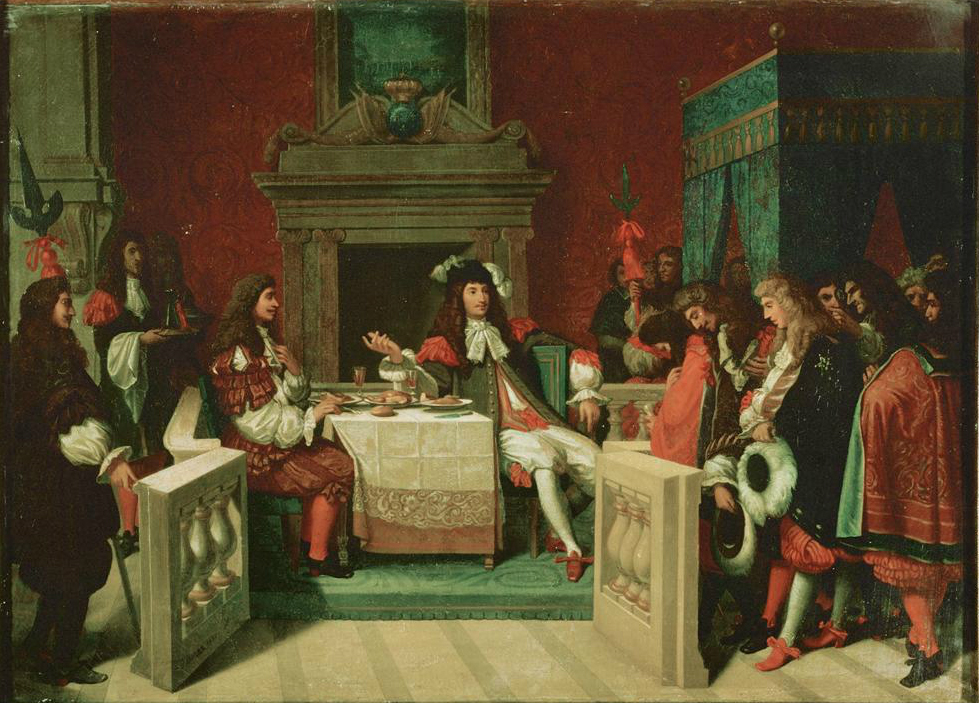
Versión de Ingres de 1837.
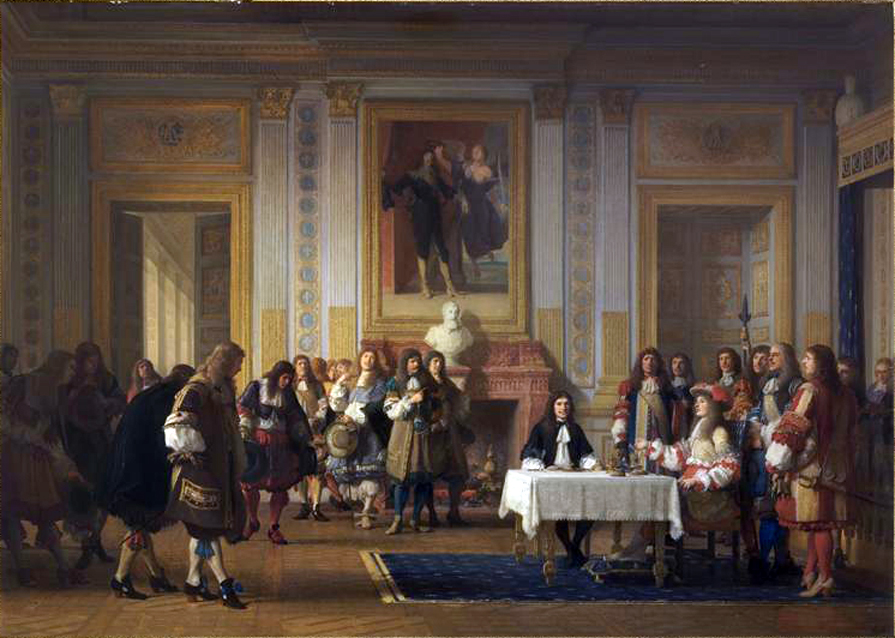
Versión de Jean Hégésippe Vetter de 1864.
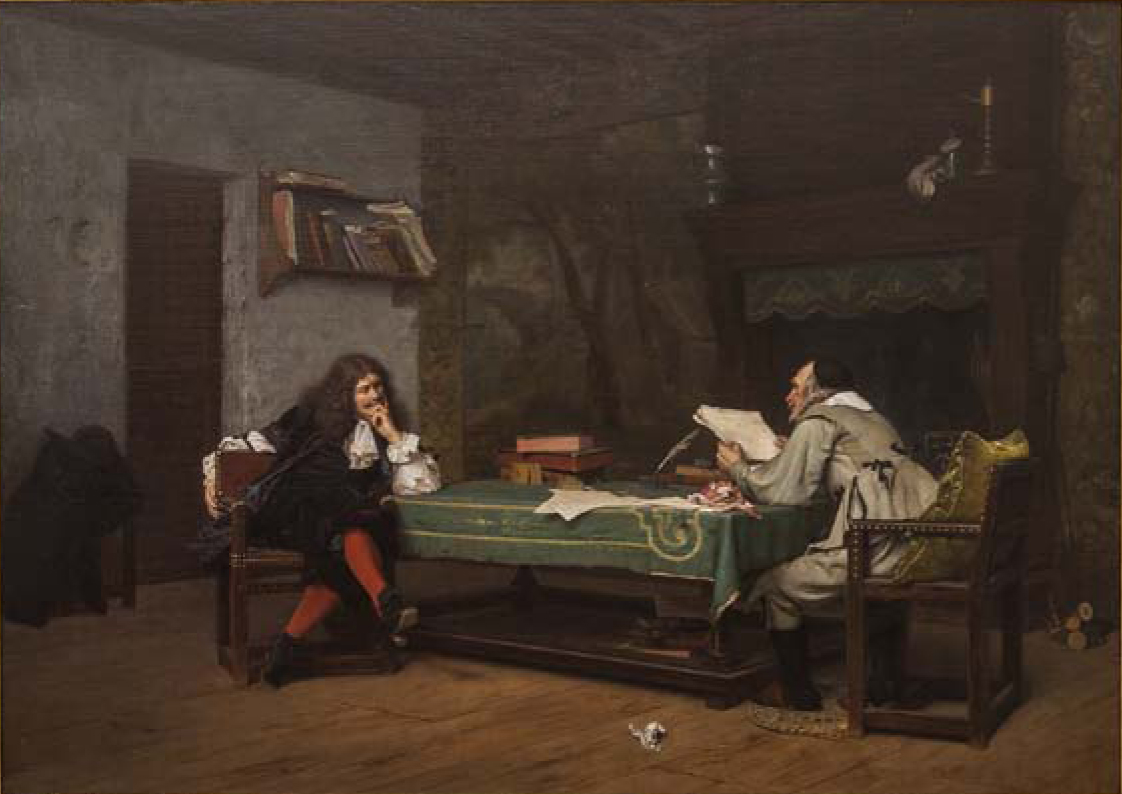
Molière y Corneille de Gérôme.